# Hylje (799)
Le  Hylje (pennant number : 799) est un navire de services appartenant au Ministère de l'Environnement en Finlande et intervenant en cas de déversement d'hydrocarbures. il est dirigé par la Flotte côtière de la marine finlandaise et peut aussi être utilisé pour des tâches d'entretien et de transport

## Mission
Le navire est de type porte-conteneurs duquel la fonction du navire peut être modifiée en changeant les conteneurs spécialisés. Ses principales tâches sont l'intervention en cas de déversement d'hydrocarbures, les travaux de pose de câbles, le soutien à la formation en plongée, le transport de véhicules et les fonctions du navire de soutien avec une charge maximale de 100 tonnes de cargaison de pont manœuvrée par une grue de 6 tonnes. Le navire est équipé de réservoirs de collecte d'huile et de lisier d'une capacité totale de 1.410 m³. Le navire peut être utilisé dans de la glace légère. Sa rampe d'étrave peut décharger des véhicules jusqu'à 42 tonnes.
Il appartient au 8ème escadron de service et son port d'attache est Upinniemi. Il peut être rapidement reconverti en dragueur de mines.
Il a été modernisé en 2014, au chantier naval pendant 13 moi, et le navire est revenu à sa capacité opérationnelle d'intervention en cas de déversement d'hydrocarbures en août 2015. Dans le cadre de la modernisation, la longueur et le tirant d'eau du navire ont augmenté.

## Galerie

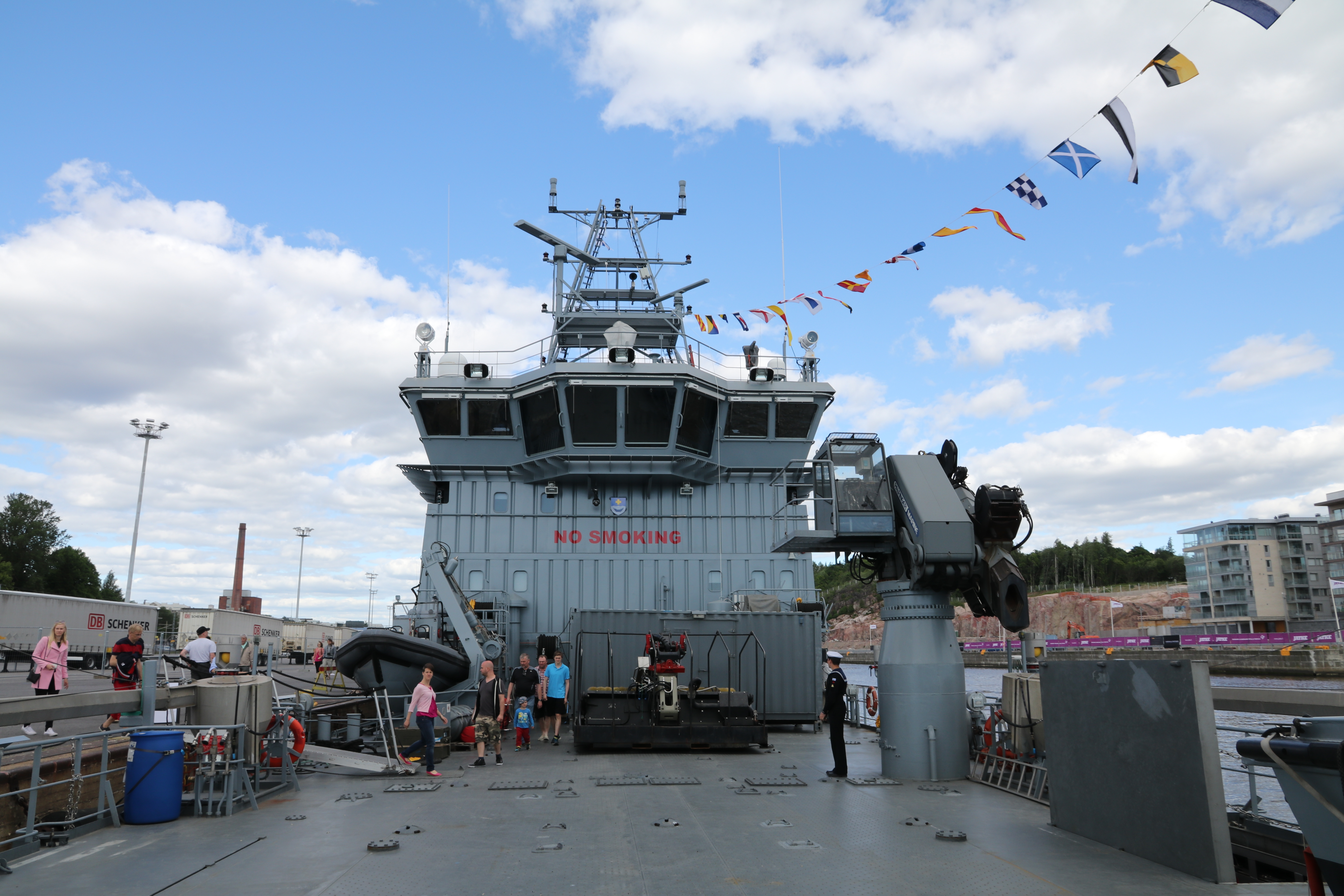
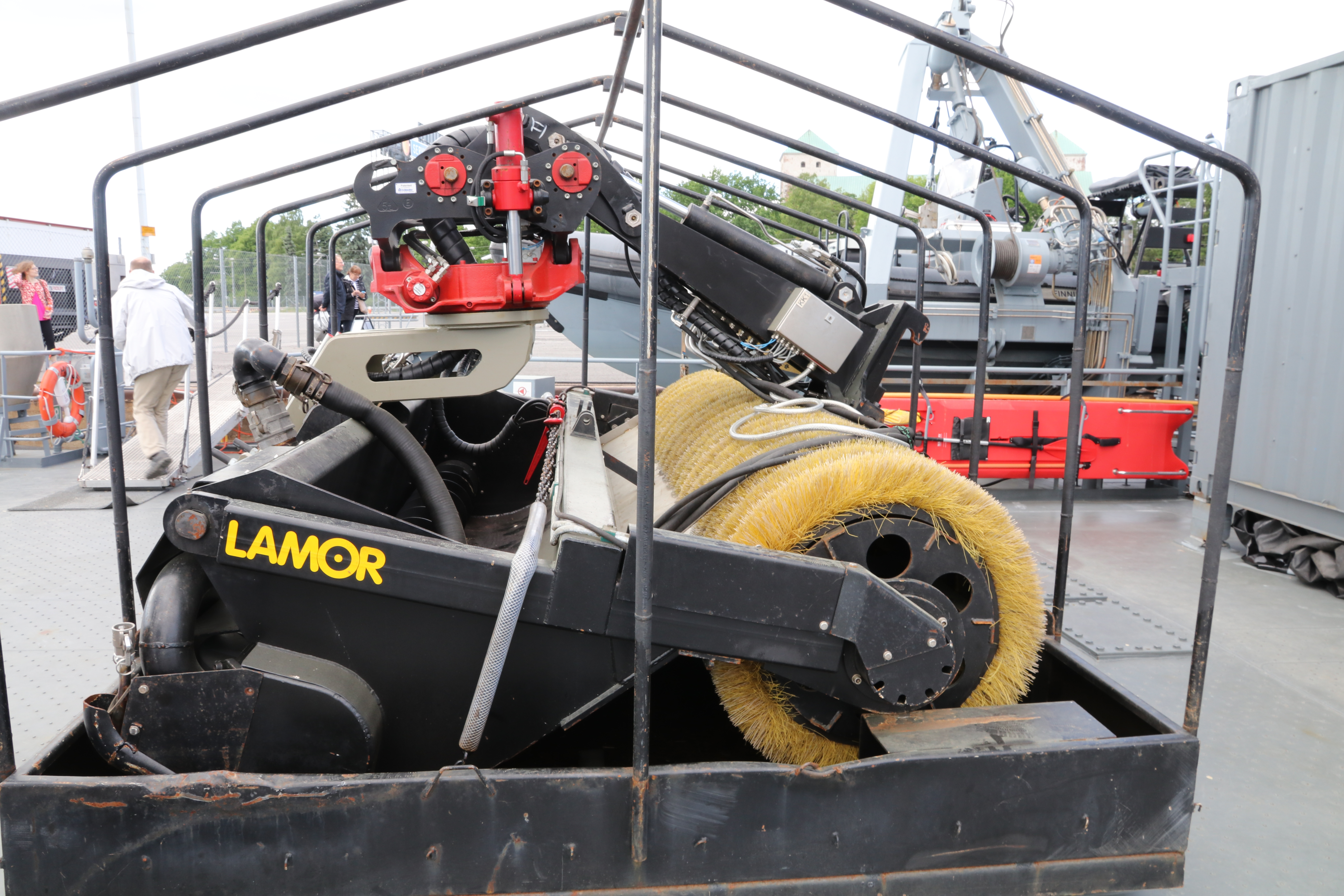
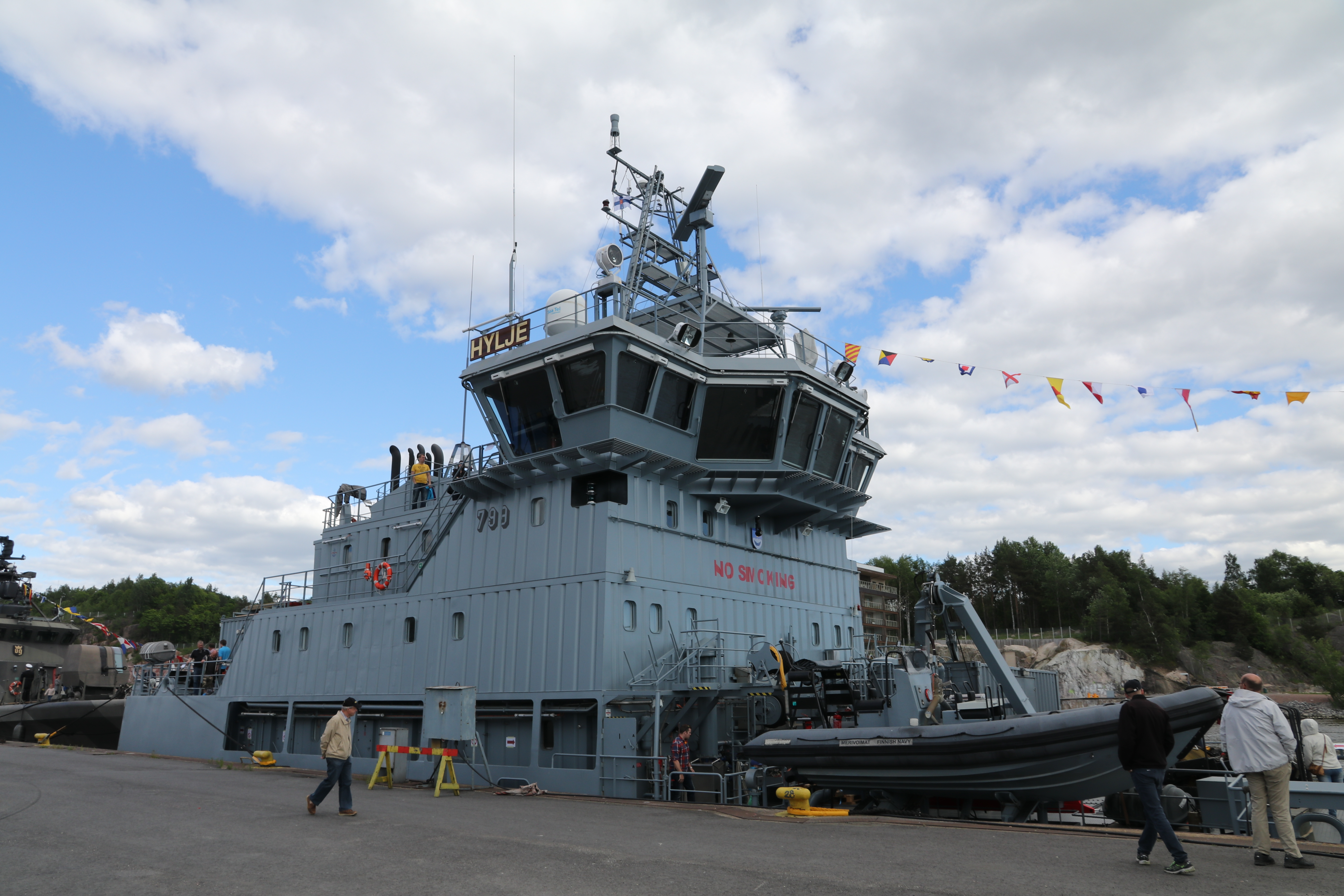